# Partit Verd d'Ucraïna
El Partit Verd d'Ucraïna (ucraïnès Партія Зелених України, Partija Zelenykh Ukrainy) és un partit polític d'Ucraïna d'ideologia ecologista, defensora dels drets humans i de la reconstrucció del sistema de protecció social. Fou fundat el 1987 com a Associació Ecológica Món Verd (Зелений світ), nom amb què va participar en les eleccions al Parlament d'Ucraïna de 1990 dins la coalició Bloc Democràtic. Posteriorment adoptà el nom de Partit Verd d'Ucraïna.
El 1994 ingressà al Partit Verd Europeu i a les eleccions al Parlament d'Ucraïna de 1998 va obtenir el 5,5% dels vots i 19 escons a la Rada Suprema. Malgrat aquests bons resultats, a les eleccions al Parlament d'Ucraïna de 2002 només va obtenir 1,3% dels vots i esdevingué extraparlamentari. Tampoc va assolir representació a les eleccions al Parlament d'Ucraïna de 2006 ni a les de 2007, on va assolir només el 0,4% dels vots.